# Chvalnov
Chvalnov se nachází v malebném údolí v jihozápadní části okresu Kroměříž; je součástí obce Chvalnov-Lísky. Rozložen je na svazích terénní vyvýšeniny zvedající se ve středu údolí, které obklopují protáhlé kopce, mající tvar podkovy, jejímž otevřeným západním koncem odvádí Chvalnovský potok veškeré vodstvo do říčky Litavy.

## Název
Název vesnice byl odvozen od osobního jména Chvalen (což byla domácká podoba některého jména obsahujícího -chval-, např. Chvalimír, Bohuchval) a znamenalo "Chvalnův majetek".

## Historie
První písemná zmínka o obci pochází z roku 1371.

## Obyvatelstvo

### Struktura
Vývoj počtu obyvatel za celou obec i za jeho jednotlivé části uvádí tabulka níže, ve které se zobrazuje i příslušnost jednotlivých částí k obci či následné odtržení.
| Místní části   | Místní části  | 1869 | 1880 | 1890 | 1900 | 1910 | 1921 | 1930 | 1950 | 1961 | 1970 | 1980 | 1991 | 2001 | 2011 |
| -------------- | ------------- | ---- | ---- | ---- | ---- | ---- | ---- | ---- | ---- | ---- | ---- | ---- | ---- | ---- | ---- |
| Počet obyvatel | část Chvalnov | 453  | 448  | 468  | 445  | 466  | 491  | 455  | 342  | 313  | 292  | 239  | 196  | 213  | 192  |
| Počet domů     | část Chvalnov | 75   | 85   | 86   | 84   | 88   | 89   | 96   | 104  | 119  | 84   | 77   | 98   | 96   | 95   |

## Pamětihodnosti
- Kostel sv. Jakuba